# CCE MC 1000
CCE MC 1000 (MC 1000) је био кућни рачунар фирме CCE који је почео да се производи у Бразилу од 1985. године.
Користио је Zilog Z80A као микропроцесор. RAM меморија рачунара је имала капацитет од 16 KB (прошириво до 64 KB). 

## Детаљни подаци
Детаљнији подаци о рачунару MC 1000 су дати у табели испод.
|                       |                                                                    |
| 1000                  |                                                                    |
| Произвођач            |                                                                    |
| Тип                   | кућни рачунар                                                      |
| Меморија              | 16 (прошириво до 64 )                                              |
| Поријекло             | Бразил                                                             |
| Година                | 1985                                                               |
| Тастатура             | 50 тастера, гумена тастатура                                       |
| Процесор              |                                                                    |
| Фреквенција процесора | 3,54                                                               |
| RAM                   | 16 (прошириво до 64 )                                              |
| ROM                   | 16                                                                 |
| Текст                 | 32 x 16 (80 стубова са спољним додатком, Motorola графичким колом) |
| Графика               | 128 x 96 (ниска резолуција), 256 x 192 (висока резолуција)         |
| Боја                  | 4 у ниској резолуцији, 2 у високој                                 |
| Звук                  | 3 гласа, 7 октава + 1 канал шума                                   |
| Димензије             | непознато                                                          |
| Портови               |                                                                    |
| Оперативни систем     |                                                                    |